# Thiago Martins (artista)
Thiago dos Santos Martins (Rio de Janeiro, 19 de setembro de 1988) é um ator, cantor e compositor brasileiro.

## Biografia
Nascido e criado no morro do Vidigal, localizado na zona sul do Rio de Janeiro, teve uma infância difícil, ele foi abandonado pelo pai quando ainda era bebê, e a partir daí, passou a morar com sua mãe Maria Lúcia na casa dos patrões, onde ela trabalhava como empregada doméstica e teve seu irmão mais velho Carlos André baleado durante uma troca de tiros. Thiago se dividia entre a carreira de ator e jogador, tanto que quando ia se mudar para Portugal para tentar carreira como futebolista, ao descobrir que passou no teste da novela Da Cor do Pecado, preferiu seguir a carreira artística.

## Carreira

### 1998–2010: Carreira como ator

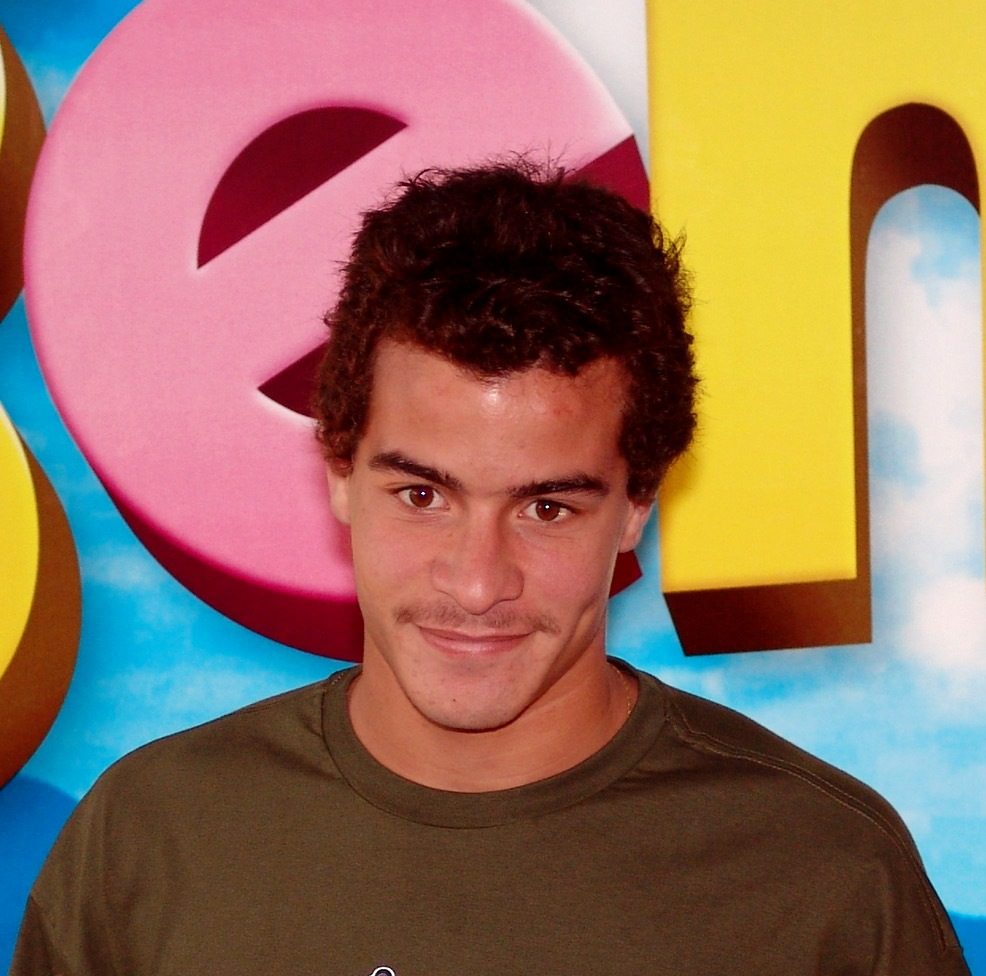
Thiago em 2006

Começou sua carreira no grupo de teatro Nós do Morro, um projeto social realizado com os moradores da favela do Vidigal. Sua primeira aparição na televisão foi em 1999, em uma participação no tradicional especial de natal da apresentadora Xuxa intitulado Uma Carta Para Deus. Em 2002, ganhou destaque interpretando Lampião, um dos integrantes do bando de moleques da Caixa Baixa, no premiado filme Cidade de Deus. No mesmo ano, viveu João Victor, um adolescente de classe média na série Cidade dos Homens. Fez sua estréia em novelas em 2004, interpretando Sal na novela das sete Da Cor do Pecado, que ocorreu graças a uma indicação da atriz Giovanna Antonelli, com quem contracenou no filme Maria - Mãe do Filho de Deus em 2003.
Em 2005, viveu Tadeu na novela das oito Belíssima. Voltou a trabalhar com Xuxa em 2006, através do filme Xuxa Gêmeas interpretando Tigre. Em 2007, viveu Lídio na novela das seis Desejo Proibido. Em 2008, protagonizou ao lado de Vitória Frate, o filme Era uma Vez interpretando Dé, no qual foi bastante elogiado pelo público e pela crítica por sua atuação. Em 2009, participa da novela das oito Caminho das Índias interpretando Shankar, papel de Lima Duarte quando jovem. Nesse período atuou em peças de teatro, junto com o Grupo Nós do Morro, onde se apresentaram na Inglaterra com a peça Os Dois Cavalheiros de Verona. Além de interpretar, Thiago já cantou no grupo Guerreiros de Jorge e dividia o vocal do Trio Ternura com o também ator Raphael Syl (Jhama) até o começo de 2013.

### 2011–presente: Primeiro álbum solo

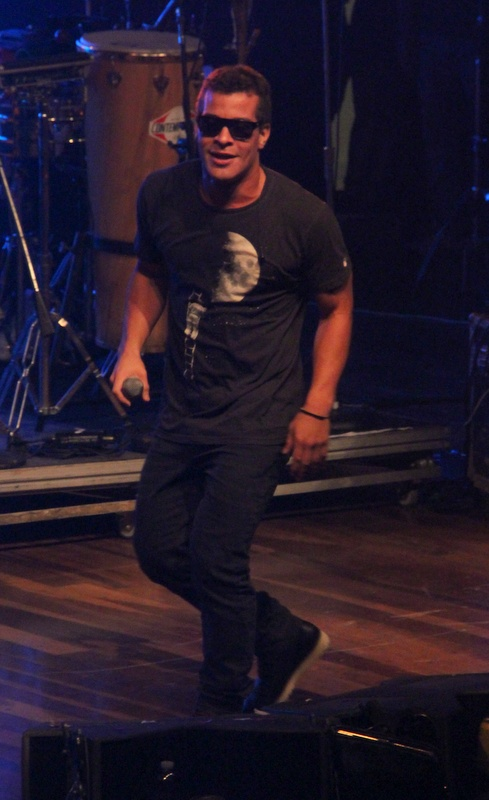
Thiago em 2015

Em 2011, interpretou o violento Vinícius na novela das nove Insensato Coração. Em 2012, deu vida ao jogador de futebol Leandro na novela das nove Avenida Brasil. No final do mesmo ano, fez uma participação na série Louco por Elas como Dudu. Em 2013, deu vida ao piloto da aeronáutica Rodrigo na novela das seus Flor do Caribe. Em 2014, fez uma participação na novela das nove Império como Evaldo. No mesmo ano, lança seu primeiro álbum solo e homônimo com quinze faixas que conta com a participação da cantora Ivete Sangalo. Em 2015, integra no elenco da novela das nove Babilônia no papel de Diogo, um atleta de salto ornamentais. Em 2016, participou da primeira fase da novela das nove A Lei do Amor como Tião, papel que na segunda fase foi vivido por José Mayer.
Em 2017, viveu o garçom Júlio, seu primeiro protagonista na novela das sete Pega Pega. Ainda em 2017, lançou seu primeiro EP intitulado Balanço do TG com quatro faixas, que contou com a participação do cantor Thiaguinho. Em 2018, retorna a minissérie Cidade dos Homens após quinze anos, interpretando novamente o personagem João Vitor. Em abril do mesmo ano, estreou como vocalista do grupo Sorriso Maroto, substituindo Bruno Cardoso, após o cantor ser diagnosticado com miocardite, no qual permaneceu até agosto. Em 2019, participou da série Carcereiros interpretando os gêmeos traficantes Celson e Ivanildo. Em 2019, vive o cantor Ryan na novela das nove Amor de Mãe. No dia 1 de dezembro, gravou seu primeiro DVD da carreira intitulado 7550 Dias, que contou com a participação dos artistas Toni Garrido, Jeito Moleque e Sorriso Maroto.

## Vida pessoal
Em 2008, teve um breve relacionamento com atriz Roberta Rodrigues. Em julho do mesmo ano, assumiu namoro com a atriz Fernanda Paes Leme. O relacionamento chegou ao fim em agosto de 2009. Em maio de 2012, assumiu namoro com a atriz Paloma Bernardi, com quem contracenou na novela Insensato Coração e na peça O Grande Amor da Vida. O relacionamento chegou ao fim em junho de 2017, após cinco anos juntos. Em julho de 2019, começou a se relacionar com a modelo Talita Nogueira, assumindo o namoro apenas em fevereiro de 2020.

## Filmografia

### Televisão
| Ano  | Título                          | Papel                                       | Nota                             |
| ---- | ------------------------------- | ------------------------------------------- | -------------------------------- |
| 1998 | Xuxa Especial de Natal          | Jonas                                       | Episódio: "Uma Carta para Deus"  |
| 2002 | Cidade dos Homens               | João Victor                                 | Episódio: "Uólace e João Victor" |
| 2003 | Cidade dos Homens               | João Victor                                 | Episódio: "Tem Que Ser Agora"    |
| 2004 | Da Cor do Pecado                | Gustavo Saldanha (Sal)                      |                                  |
| 2005 | Belíssima                       | Tadeu Rocha Assumpção                       |                                  |
| 2007 | Toma Lá, Dá Cá                  | Marcinho                                    | Episódio: "Dolly Pancada Seca"   |
| 2007 | Desejo Proibido                 | Lídio                                       |                                  |
| 2009 | Força-Tarefa                    | Gustavo                                     | Episódio: "Pais e Filhos"        |
| 2009 | Caminho das Índias              | Shankar Sundrani (jovem)                    | Episódio: "24 de abril"          |
| 2011 | Insensato Coração               | Vinícius Rocha Amaral                       |                                  |
| 2012 | Avenida Brasil                  | Leandro Dias                                |                                  |
| 2012 | Louco por Elas                  | Dudu                                        | Episódios: "20–27 de novembro"   |
| 2013 | Flor do Caribe                  | Rodrigo Almeida                             |                                  |
| 2014 | Império                         | Evaldo Medeiros                             | Episódio: "22 de julho"          |
| 2015 | Babilônia                       | Diogo Rocha                                 |                                  |
| 2016 | A Lei do Amor                   | Tião Bezerra (jovem)                        | Episódio: "7 de outubro"         |
| 2017 | Pega Pega                       | Júlio Mendes da Silva Ribeiro               |                                  |
| 2018 | Cidade dos Homens               | João Victor                                 |                                  |
| 2019 | Carcereiros                     | Celso Mendes Ivanildo Mendes                | Episódio: "Imagem e Semelhança"  |
| 2019 | Amor de Mãe                     | Ryan dos Santos Silva                       |                                  |
| 2024 | Família É Tudo                  | Júpiter Anchieta Mancini (Palhaço Planetão) |                                  |
| 2024 | Cidade de Deus: A Luta Não Para | Valdemar Cavalcante (Bradock/Lampião)       |                                  |
| 2025 | Vale Tudo                       | José Vasco da Silva (Vasco)                 |                                  |

### Cinema
| Ano  | Título                                         | Papel                         |
| ---- | ---------------------------------------------- | ----------------------------- |
| 2000 | Kinderraub in Rio - Eine Mutter schlägt zurück | Stefano                       |
| 2002 | Cidade de Deus                                 | Valdemar Cavalcante (Lampião) |
| 2002 | Histórias do Olhar                             |                               |
| 2003 | Maria, Mãe do Filho de Deus                    | Apóstolo João                 |
| 2006 | Xuxa Gêmeas                                    | Tigre                         |
| 2008 | Show de Bola                                   | Tiago                         |
| 2008 | Era Uma Vez...                                 | Dé                            |
| 2009 | Flordelis - basta uma palavra para mudar       | Pedro Werneck                 |
| 2010 | 5x Favela - Agora por nós mesmos               | Jota                          |
| 2010 | Minuteman                                      | Muerte                        |
| 2011 | O Abismo Prateado                              | Nassir                        |
| 2011 | A Menina da Flor                               | Ayrton                        |
| 2012 | Cidade de Deus - 10 Anos Depois                | Ele mesmo                     |
| 2013 | O Abismo Prateado                              | Nassir                        |
| 2014 | Encantados                                     | Antônio                       |
| 2015 | Operações Especiais                            | Roni                          |
| 2015 | Sorria, Você Esta Sendo Filmado - O Filme      | Paramédico                    |
| 2023 | Carga Máxima                                   | Roger Sampaio                 |
| 2024 | Dona Lurdes - O Filme                          | Ryan dos Santos Silva         |
| 2024 | A Festa de Léo                                 | Cypa                          |

### Internet
| Ano  | Título            | Papel                                         |
| ---- | ----------------- | --------------------------------------------- |
| 2015 | Tá Fazendo O Quê? | Participação; "Esquetes (Parte 15; Parte 23)" |

## Teatro
| Ano  | Título                        | Papel        |
| ---- | ----------------------------- | ------------ |
| 2009 | Onde Está Você Agora?         | Gabriel      |
| 2007 | Os Dois Cavalheiros de Verona | Valentino    |
| 2011 | O Grande Amor da Minha Vida   | Luis Eduardo |
| 2016 | O Grande Amor da Minha Vida   | Luis Eduardo |

## Discografia

### Álbuns de estúdio
| Álbum          | Detalhes                                                                                                   |
| -------------- | --- |
| Thiago Martins | - Lançamento: 26 de agosto de 2014 - Formatos: CD, download digital, streaming - Gravadora: Coqueiro Verde |

### Extended plays (EPs)
| Álbum         | Detalhes                                                                                               |
| ------------- | --- |
| Balanço do TG | - Lançamento: 6 de outubro de 2017 - Formatos: CD, download digital, streaming - Gravadora: Sony Music |

### Singles
| Título                                                                                  | Ano  | Melhores posições | Álbum                         |
| Título                                                                                  | Ano  | BRA               | Álbum                         |
| --------------------------------------------------------------------------------------- | ---- | ----------------- | ----------------------------- |
| "Reprise" (part. Ivete Sangalo)                                                         | 2014 | —                 | Thiago Martins                |
| "Eu Amo Beber"                                                                          | 2016 | —                 | Não adicionado a nenhum álbum |
| "Nossa História"                                                                        | 2016 | —                 | Não adicionado a nenhum álbum |
| "Amor e Poder"                                                                          | 2017 | —                 | Não adicionado a nenhum álbum |
| "Eu e Você"                                                                             | 2017 | —                 | Balanço do TG                 |
| "Fica Legal"                                                                            | 2017 | —                 | Balanço do TG                 |
| "Deu Medo" (part. Dom M)                                                                | 2017 | —                 | Balanço do TG                 |
| "Faz Até Demais"                                                                        | 2018 | —                 | Não adicionado a nenhum álbum |
| "A Gente Combina"                                                                       | 2018 | —                 | Não adicionado a nenhum álbum |
| "Caminho de Ilusão"                                                                     | 2019 | —                 | Não adicionado a nenhum álbum |
| "Mais Jovem, Mais Bela, Mais Linda"                                                     | 2019 | —                 | Não adicionado a nenhum álbum |
| "—" denota singles que não entraram nas paradas musicais ou não foram lançados no país. |      |                   |                               |

## Turnês
| - Turnê Thiago Martins (2013–14) - TG na Estrada (2016–19) - Meu Som Tour (2019–atual) | Promocionais - Europa Tour (2019) - Tour USA (2019) |

## Prêmios e indicações
| Ano  | Prêmio                              | Categoria                            | Indicação                       | Resultado |
| ---- | ----------------------------------- | ------------------------------------ | ------------------------------- | --------- |
| 2008 | Prêmio Guarani de Cinema Brasileiro | Melhor Ator                          | Era uma Vez...                  | Indicado  |
| 2008 | Prêmio Qualidade Brasil             | Melhor Ator (Cinema)                 | Era uma Vez...                  | Indicado  |
| 2011 | Prêmio Contigo! de TV               | Melhor Ator Coadjuvante              | Insensato Coração               | Indicado  |
| 2024 | Prêmio Noticiasdetv.com             | Melhor Ator Protagonista             | Família É Tudo                  | Indicado  |
| 2024 | BreakTudo Awards                    | Shipp de Ficção (com Daphne Bozaski) | Família É Tudo                  | Indicado  |
| 2024 | Melhores do Ano Natelinha           | Melhor Ator                          | Cidade de Deus: A Luta Não Para | Venceu    |